# Screwdriver
Screwdriver é um coquetel feito à base de suco de laranja e vodca.
Preparo: em um copo long drink (highball) adicione gelo, 50 ml (uma parte) de vodca e 100 ml de suco de laranja (duas partes). Pode ser decorado com uma rodela de laranja.

Substituindo o suco de laranja por refrigerante sabor laranja temos uma variação do coquetel chamada hi-fi.